# Конкурентная позиция
Конкурентная позиция — положение фирмы по отношению к субъектам конкурентного окружения, образующееся из совокупности позиций, которые фирма занимает и отстаивает в конкурентной среде.
Конкурентные позиции участников рынка выступают в теории конкуренции обобщённым выражением конкретного положения, которое они занимают в конкурентной среде по отношению к конкурентам и другому окружению в процессе их профессиональной деятельности по управлению собственным бизнесом.
Термин «позиция» имеет различные толкования в современной российской и зарубежной литературе по экономике, управлению и бизнесу. Наряду с понятием «конкурентные позиции» встречаются термины «рыночные позиции», «ценовые позиции», «потребительские позиции», «маркетинговые позиции», «ресурсные позиции». Каждую из перечисленных дефиниций следует использовать в соответствии с присущим им изначальным смыслом.
А. В. Бабошин даёт следующее определение: 
«Конкурентная позиция компании — фиксированное для определённого момента времени положение компании относительно её конкурентов. Она формируется в процессе осуществления субъектом предпринимательства конкурентных действий (воздействий на конкурентов и их противодействия), в ходе которых происходит реализация потенциала конкурентоспособности данной компании. Приобретение конкурентной позиции компанией влияет на изменение уровня, а также на возможности реализации конкурентоспособности последующих конкурентных действий… …Конкурентное позиционирование компании — это совокупность конкурентных действий, направленных на изменение или удержание занимаемой конкурентной позиции».
Конкурентными являются позиции, занимаемые участниками рынка по отношению к конкурентам и остальному окружению (потребителям, поставщикам, работникам, государству, общественности), измеряемые с помощью сопоставления объёмов продаж товаров/услуг/работ конкурентов. С помощью этих оценок достигается понимание того, позиции какой стороны являются преимущественными. Соотношение конкурентных позиций сторон всегда определяется с помощью выявления более выгодных, менее выгодных, либо взаимно выгодных позиций. Желательные конкурентные позиции участников рынка должны быть преимущественными — более выгодными. В результате сравнения конкурентных позиций можно сделать вывод, оценив их как лучшие (очень сильные), хорошие (сильные), средние, плохие (слабые), худшие (очень слабые).
В процессе деловой конкуренции каждая фирма занимает, отстаивает, укрепляет свои конкурентные позиции относительно потребителей, поставщиков, нанятых работников, конкурентов и др. Эти позиции формируются исходя из их законных интересов и задач по ведению бизнеса. В свою очередь окружение формирует по отношению к ним собственные позиции сообразно своим интересам и задачам деятельности.
Достижение сторонами конкурентных позиций указывает на то, чего добились участники рынка сами, взаимодействуя с конкурентами, и чего они не позволили или позволили добиться соперникам, предпринимая собственные конкурентные действия. Сравнивая конкурентные позиции сторон, можно выяснить степень и масштабы опережения участниками рынка своих конкурентов, либо отставания от них; определить конкурентоспособность предприятия.
Изменения во взаимных отношениях конкурентов всегда оцениваются в сравнении с тем, как изменились объёмы продаж каждого из соперников в рассматриваемый период. А это влияет на оценки других конкурентных результатов участников рынка и на характер отношений участников рынка со всем своим конкурентным окружением.
Оценка конкурентных результатов деятельности участников рынка по размерам их конкурентных позиций по отношению к соперникам является наиболее важной характеристикой результатов их участия в деловой конкуренции. Каждый участник рынка формирует свою позиции по отношению к каждому конкуренту, стремится её занять и отстоять в соперничестве с ним. Эти позиции должны фиксировать взаимное положение участников рынка как конкурентов.
Поскольку участники рынка не оказывают услуги конкурентам, как остальному окружению, не поставляют им товары и не выполняют для них работы, которые влияли бы на повышение их конкурентной ценности, взаимные конкурентные позиции сторон характеризуются предельной простотой. Желательными для них являются позиции превосходства: участники рынка стремятся занимать и отстаивать лучшие — наиболее выгодные или хорошие — более выгодные конкурентные позиции, оставляя соперникам, соответственно, худшие — наименее выгодные или плохие — невыгодные позиции.
Поэтому обеспечение участниками рынка преимущественных, по сравнению с конкурентами, позиций в конкурентной среде является одним из основных результатов их участия в конкуренции. Эти результаты количественно фиксируются, прежде всего, в сравнительных размерах продаж в тех секторах/сегментах рынка, где отмечается наличие конкуренции, и тем потребителям, которые признаются общими для сравниваемых участников рынка.
Участники рынка занимают и отстаивают конкурентные позиции, выступая сторонами продуктовой, отраслевой, межпродуктовой, либо межотраслевой конкуренции.
Конкурентные позиции фирмы могут быть:
- аргументированными и неаргументированными,
- устойчивыми и неустойчивыми,
- прочными и непрочными,
- сильными и слабыми.

Качественная и количественная определённость конкурентных позиций означает, что позиции субъектов бизнеса на конкурентном рынке всегда являются определёнными и соизмеримыми.
Многообразие направлений и предметов деятельности компании обусловливает и многообразие её конкурентных позиций по отраслям и товарным группам. Таким образом, одна и та же фирма может приобретать различные конкурентные позиции в системе бизнеса.
Конкурентные позиции субъекта бизнеса способны меняться под воздействием:
- динамики сроков и скорости фирмы деловой деятельности;
- динамики конкурентного потенциала фирмы;
- изменения величины рентабельности (убыточности) фирмы.